# Calcarius pictus
El escribano de Smith (Calcarius pictus) es una especie de ave paseriforme de la familia Calcariidae. Se reproduce en el norte de Canadá y Alaska y migra en el invierno al área de las grandes Llanuras en el centro de Estados Unidos, es de hábito poliginandrico.  Se alimentan principalmente de semillas e insectos. Audubon nombró este pájaro en honor a su amigo Gideon B. Smith.